# 阿柯河
阿柯河，是中国长江流域的一条河流，汇入麻尔柯河，属于大渡河水系。河长178千米，流域面积5130平方千米，年均流量62立方米每秒。自然落差1320米。水能理论蕴藏量3万千瓦。